# Dagmara Kornobis-Romanowska
Dagmara Alicja Kornobis-Romanowska – polska prawnik, dr hab. nauk prawnych, profesor Katedry Prawa Międzynarodowego i Europejskiego Wydziału Prawa, Administracji i Ekonomii Uniwersytetu Wrocławskiego.

## Życiorys
W 1994 ukończyła studia w zakresie prawa na Uniwersytecie Wrocławskim, 10 stycznia 2000 obroniła pracę doktorską Europejska Konwencja Praw Człowieka i Podstawowych Wolności w systemie prawa Wspólnot Europejskich, 26 maja 2008 habilitowała się na podstawie pracy zatytułowanej Sąd Krajowy w prawie wspólnotowym. 28 listopada 2019 nadano jej tytuł profesora nauk społecznych.
Objęła funkcję profesora w Katedrze Prawa Międzynarodowego i Europejskiego na Wydziale Prawa, Administracji i Ekonomii Uniwersytetu Wrocławskiego.